# Epirhynchites velatus
Epirhynchites velatus is een keversoort uit de familie Rhynchitidae. De wetenschappelijke naam van de soort is voor het eerst geldig gepubliceerd in 1880 door LeConte.